# Ronald Ramírez
Ronald Andrés Ramírez Villa (Montevideo, 23 de noviembre de 1976) es un futbolista uruguayo. Juega de mediocampista y su club actual es el Club Social y Deportivo Villa Española de la Segunda División Profesional de Uruguay.

## Clubes
| Club                   | País     | Año         |
| ---------------------- | -------- | ----------- |
| Montevideo Wanderers   | Uruguay  | 1998 - 2003 |
| San Luis Potosí        | México   | 2003 - 2004 |
| Peñarol                | Uruguay  | 2005 - 2006 |
| Montevideo Wanderers   | Uruguay  | 2006 - 2007 |
| Independiente Santa Fe | Colombia | 2007        |
| La Equidad             | Colombia | 2008        |
| Progreso               | Uruguay  | 2008 - 2010 |
| Montevideo Wanderers   | Uruguay  | 2010-2011   |
| Central Español        | Uruguay  | 2011-2014   |
| Villa Española         | Uruguay  | 2014-2016   |